# Carlo Paalam
Carlo Paalam (Talakag, 16 juli 1998) is een Filipijns amateurbokser. Paalaam won een zilveren medaille in de vlieggewichtklasse op de Olympische Spelen van 2020 in Tokio. Twee jaar later veroverde hij goud bij de Aziatische kampioenschappen boksen in Amman. Eerder won hij reeds een bronzen medaille op de Aziatische Spelen van 2018 in Jakarta. Paalam won ook twee maal een gouden medaille op de Zuidoost-Aziatische Spelen (in 2019 en 2023)

## Biografie
Carlo Paalam werd geboren op 16 juli 1998 in Talakag in de Filipijnse provincie Bukidnon. Hij groeide op in Cagayan de Oro waar zijn vader werkte in een bakkerij. Carlo zelf verdiende in zijn jeugd wat geld bij door afval te doorzoeken. Ook deed in een park mee aan bokswedstrijden om wat bij te verdienen. Het was ook tijdens deze wedstrijden dat zijn talent voor boksen werd ontdekt. Op 9-jarige leeftijd sloot Palaam zich aan bij een sportprogramma waarbij hij tegen kost en inwoning en een kleine toelage kon leren boksen.
Vanaf 2013 bokste Palaam voor het nationale team. In 2016 veroverde hij een bronzen medaille bij de Aziatische jeugdbokskampioenschappen van de AIBA. Ook veroverde hij een bronzen medaille bij de wereldkampioenschappen voor jeugd en in 2018 won hij brons in de categorie vlieggewicht bij de Aziatische Spelen in Indonesië. Een jaar later veroverde Palaam in dezelfde gewichtsklasse een gouden medaille op de Zuidoost-Aziatische Spelen van 2019 in zijn vaderland.
In 2021 mocht Palaam namens de Filipijnen deelnemen aan de Olympische Zomerspelen van 2020 in Tokio in de categorie vlieggewicht. De spelen waren vanwege de coronapandemie een jaar uitgesteld en Palaam had het geluk dat enkele boksers, die zich gekwalificeerd hadden, niet deelnamen vanwege de pandemie. Tijdens deze spelen won hij met gemak de eerste twee tegenstanders. Daarna versloeg hij in de kwartfinale verrassend de regerend olympisch-, aziatisch- en wereldkampioen Shakhobidin Zoirov uit Oezbekistan. Nadat hij in de halve finale won van de Japanner Tanaka Ryomei strandde Palaam uiteindelijk in de finale, waarin hij verloor van de Brit Galal Yafai.
Na de Spelen nam Palaam enige tijd rust en nam hij niet deel aan de Zuidoost-Aziatische Spelen van 2021. In 2022 gaf hij zijn succes in Tokio een goed vervolg en won hij goud bij de Aziatische kampioenschappen boksen in het bantamgewicht. Het jaar erop won hij zijn tweede gouden medaille op de Zuidoost-Aziatische Spelen, ook weer in het categorie bantamgewicht.
Eind april 2024 kwalificeerde Palaam zich voor de tweede maal voor de Olympische Zomerspelen door winst in de halve finale van het Olympisch kwalificatietoernooi in Bangkok op de Indiër Sachin Sachin. Hij zal bij de Olympische Zomerspelen van 2024 in Parijs deelnemen in de categorie vedergewicht.

## Erelijst
- Aziatische Spelen 2018 in de Jakarta en Palembang, Indonesië (– 52 kg)
- Zuidoost-Aziatische Spelen 2019 in de Filipijnen (– 52 kg)
- Olympische Zomerspelen 2020 in Tokio, Japan (– 52 kg)
- Aziatische kampioenschappen boksen 2022 in Amman, Jordanië (– 53,5 kg)
- Zuidoost-Aziatische Spelen 2023 in Phnom Penh, Cambodja (– 53,5 kg)